# Liste des ministres béninois de l'Économie et des Finances
Cet article présente la liste des ministres béninois chargés de l'Économie et des Finances depuis sa création en 1960.  
| Ministre                  | Intitulé                                                                                 | Parti | Début             | Fin              | Gouvernement                                  |
| ------------------------- | ---------------------------------------------------------------------------------------- | ----- | ----------------- | ---------------- | --------------------------------------------- |
| Sourou Migan Apithy       |                                                                                          |       | novembre 1960     | décembre 1960    |                                               |
| Alexandre Adandé          |                                                                                          |       | décembre 1960     | septembre 1963   |                                               |
| Bertin Borna              |                                                                                          |       | septembre 1963    | octobre 1963     |                                               |
| Sourou Migan Apithy       |                                                                                          |       | octobre 1963      | janvier 1964     |                                               |
| François Aplogan          | Ministre des Finances et des Affaires économiques                                        |       | 25 janvier 1964   | 29 novembre 1965 |                                               |
| Antoine Boya              | Secrétaire d'État aux Finances, à l'Économie, au Développement rural et à la Coopération |       | 1er décembre 1965 | 22 décembre 1965 |                                               |
| Nicéphore Soglo           | Ministre des Finances et des Affaires économiques                                        |       | décembre 1965     | décembre 1966    |                                               |
| Pascal Chabi Kao          |                                                                                          |       | décembre 1967     | 1968             |                                               |
| Stanislas Yedomon Kpognon |                                                                                          |       | 1968              | décembre 1969    |                                               |
| Maurice Kouandété         |                                                                                          |       | décembre 1969     | mai 1970         |                                               |
| Pascal Chabi Kao          |                                                                                          |       | mai 1970          | octobre 1972     |                                               |
| Thomas Lahami             |                                                                                          |       | octobre 1972      | avril 1973       |                                               |
| Janvier Codjo Assogba     |                                                                                          |       | avril 1973        | octobre 1974     |                                               |
| Isidore Amoussou          |                                                                                          |       | octobre 1974      | août 1984        |                                               |
| Hospice Antonio           |                                                                                          |       | août 1984         | février 1987     |                                               |
| Barnabé Bidouzo           |                                                                                          |       | février 1987      | 1988             |                                               |
| Didier Dassi              |                                                                                          |       | août 1988         | 1990             |                                               |
| Idelphonse Lemon          |                                                                                          |       | 1991              | 1991             |                                               |
| Paul Dossou               |                                                                                          |       | 1991              | 1996             |                                               |
| Moïse Mensah              |                                                                                          |       | 1996              | 1998             |                                               |
| Abdoulaye Bio Tchané      |                                                                                          |       | 1998              | 2002             |                                               |
| Grégoire Laourou          |                                                                                          |       | 2002              | 2005             |                                               |
| Cosme Sèhlin              |                                                                                          |       | 2005              | 2006             |                                               |
| Pascal Koupaki            |                                                                                          |       | 2006              | 2007             |                                               |
| Soulé Mana Lawani         |                                                                                          |       | 2007              | 2009             |                                               |
| Idriss L. Daouda          |                                                                                          |       | 2009              | 2011             |                                               |
| Adidjatou Mathys          |                                                                                          |       | 2011              | 2012             |                                               |
| Jonas Aliou Gbian         |                                                                                          |       | 2012              | 2014             |                                               |
| Komi Koutché              |                                                                                          |       | 2014              | 2016             |                                               |
| Romuald Wadagni           |                                                                                          |       | Depuis 2016       |                  | Gouvernement Talon I et Gouvernement Talon II |